# Davide Campari-Milano
Davide Campari-Milano N.V. eller Campari Group er en italiensk drikkevarekoncern. De producerer spiritus, vin, apéritifs. Fra deres signaturprodukt Campari har de ekspanderet til over 50 brands inklusiv Aperol, Appleton, Cinzano, SKYY vodka, Espolón, Wild Turkey, Grand Marnier og Forty Creek whisky.